# Fjodor Szergejevics Bondarcsuk
Fjodor Szergejevics Bondarcsuk (cirill betűkkel Фёдор Сергеевич Бондарчук) (Moszkva, 1967. május 9. –) oroszországi filmszínész, rendező, producer. Szergej Bondarcsuk és Irina Szkobceva fia.

## Pályafutása
Bondarcsuk 2003-ban elnyerte a TEFI orosz televíziós díjat. 2006-ban ő volt a Zsara (oroszul: Жара, 'Hőség') című film producere (rendező: Rezo Gigineisvili), amelyben édesanyjával együtt játszott is. Rendezőként az áttörést 2005-ben a Gyevjataja rota (oroszul: 9 рота, '9. század') című, a Szovjetunió afganisztáni háborújáról szóló film hozta meg számára. Szintén ő rendezte 2008-ban az Obitajemij osztrov (oroszul: Обитаемый остров, 'Lakott sziget' című filemet, amely Arkagyij és Borisz Sztrugackij Lakott sziget című regényének adaptációja. Ez az addigi legdrágább orosz film volt, 30 millió dollárba került. Ezt követte 2013-ban az első orosz 3D-s film, a Sztálingrád (oroszul: Сталинград).

## Fordítás
- Ez a szócikk részben vagy egészben  a   Fjodor Sergejewitsch Bondartschuk című német Wikipédia-szócikk ezen változatának fordításán alapul.  Az eredeti cikk szerkesztőit annak laptörténete sorolja fel. Ez a jelzés csupán a megfogalmazás eredetét és a szerzői jogokat jelzi, nem szolgál a cikkben szereplő információk forrásmegjelöléseként.